# Morelmaison
Morelmaison est une commune française située dans le département des Vosges dans le canton de Châtenois en région Grand Est.
Ses habitants sont appelés les Mormageon(ne)s.

## Géographie

### Localisation
Le village se situe à 1 km de la ville de Gironcourt-sur-Vraine.
Le village est arrosé par la Vraine, affluent droit du Vair.

### Géologie et relief
La commune se compose de 38,98 hectares de territoires artificialisés (7,04 %), 471,26 hectares de territoires agricoles (85,06 %) et 43,92 hectares de forêts et milieux semi-naturels (7,93 %).

### Hydrographie et les eaux souterraines
Hydrogéologie et climatologie : Système d’information pour la gestion des eaux souterraines du bassin Rhin-Meuse :
Territoire communal : Occupation du sol (Corinne Land Cover); Cours d'eau (BD Carthage),
Géologie : Carte géologique; Coupes géologiques et techniques,
 Hydrogéologie : Masses d'eau souterraine; BD Lisa; Cartes piézométriques.
La commune est située dans le bassin versant de la Meuse au sein du bassin Rhin-Meuse. Elle est drainée par la ruisseau la Vraine et le ruisseau de Larosoire,.
La Vraine, d'une longueur totale de 22,9 km, prend sa source dans la commune de Domjulien et se jette dans le Vair à Removille, face à Vouxey, après avoir traversé dix communes.

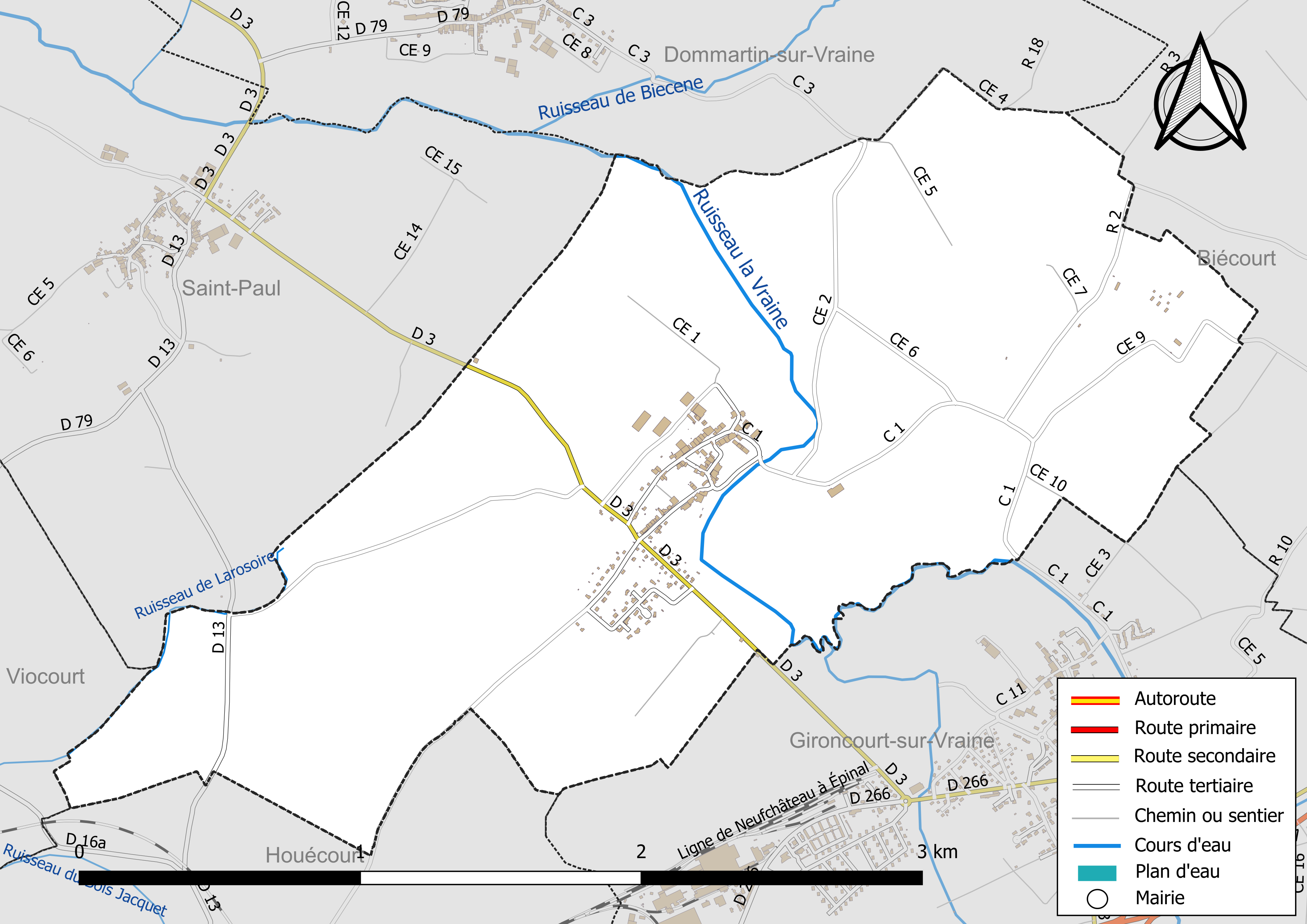
Réseaux hydrographique et routier de Morelmaison.

La qualité des eaux de baignade et des cours d’eau peut être consultée sur un site dédié géré par les agences de l’eau et l’Agence française pour la biodiversité.

### Climat
Pour des articles plus généraux, voir Climat du Grand Est et Climat des Vosges.
En 2010, le climat de la commune est de type climat des marges montargnardes, selon une étude du Centre national de la recherche scientifique s'appuyant sur une série de données couvrant la période 1971-2000. En 2020, Météo-France publie une typologie des climats de la France métropolitaine dans laquelle la commune est exposée à un climat océanique altéré et est dans la région climatique  Lorraine, plateau de Langres, Morvan, caractérisée par un hiver rude (1,5 °C), des vents modérés et des brouillards fréquents en automne et hiver.
Pour la période 1971-2000, la température annuelle moyenne est de 9,5 °C, avec une amplitude thermique annuelle de 16,8 °C. Le cumul annuel moyen de précipitations est de 918 mm, avec 12,9 jours de précipitations en janvier et 9,3 jours en juillet. Pour la période 1991-2020, la température moyenne annuelle observée sur la station météorologique de Météo-France la plus proche, « Rollainville », sur la commune de Rollainville à 14 km à vol d'oiseau, est de 10,3 °C et le cumul annuel moyen de précipitations est de 860,3 mm. 
La température maximale relevée sur cette station est de 39,6 °C, atteinte le 25 juillet 2019 ; la température minimale est de −18,2 °C, atteinte le 20 décembre 2009,,.
Les paramètres climatiques de la commune ont été estimés pour le milieu du siècle (2041-2070) selon différents scénarios d'émission de gaz à effet de serre à partir des nouvelles projections climatiques de référence DRIAS-2020. Ils sont consultables sur un site dédié publié par Météo-France en novembre 2022.

## Urbanisme

### Typologie
Au 1er janvier 2024, Morelmaison est catégorisée commune rurale à habitat dispersé, selon la nouvelle grille communale de densité à sept niveaux définie par l'Insee en 2022.
Elle est située hors unité urbaine et hors attraction des villes,.

### Occupation des sols
L'occupation des sols de la commune, telle qu'elle ressort de la base de données européenne d’occupation biophysique des sols Corine Land Cover (CLC), est marquée par l'importance des territoires agricoles (85,2 % en 2018), en diminution par rapport à 1990 (86,5 %). La répartition détaillée en 2018 est la suivante : 
prairies (48,3 %), terres arables (36,9 %), forêts (7,7 %), zones urbanisées (7,1 %). L'évolution de l’occupation des sols de la commune et de ses infrastructures peut être observée sur les différentes représentations cartographiques du territoire : la carte de Cassini (XVIIIe siècle), la carte d'état-major (1820-1866) et les cartes ou photos aériennes de l'IGN pour la période actuelle (1950 à aujourd'hui).

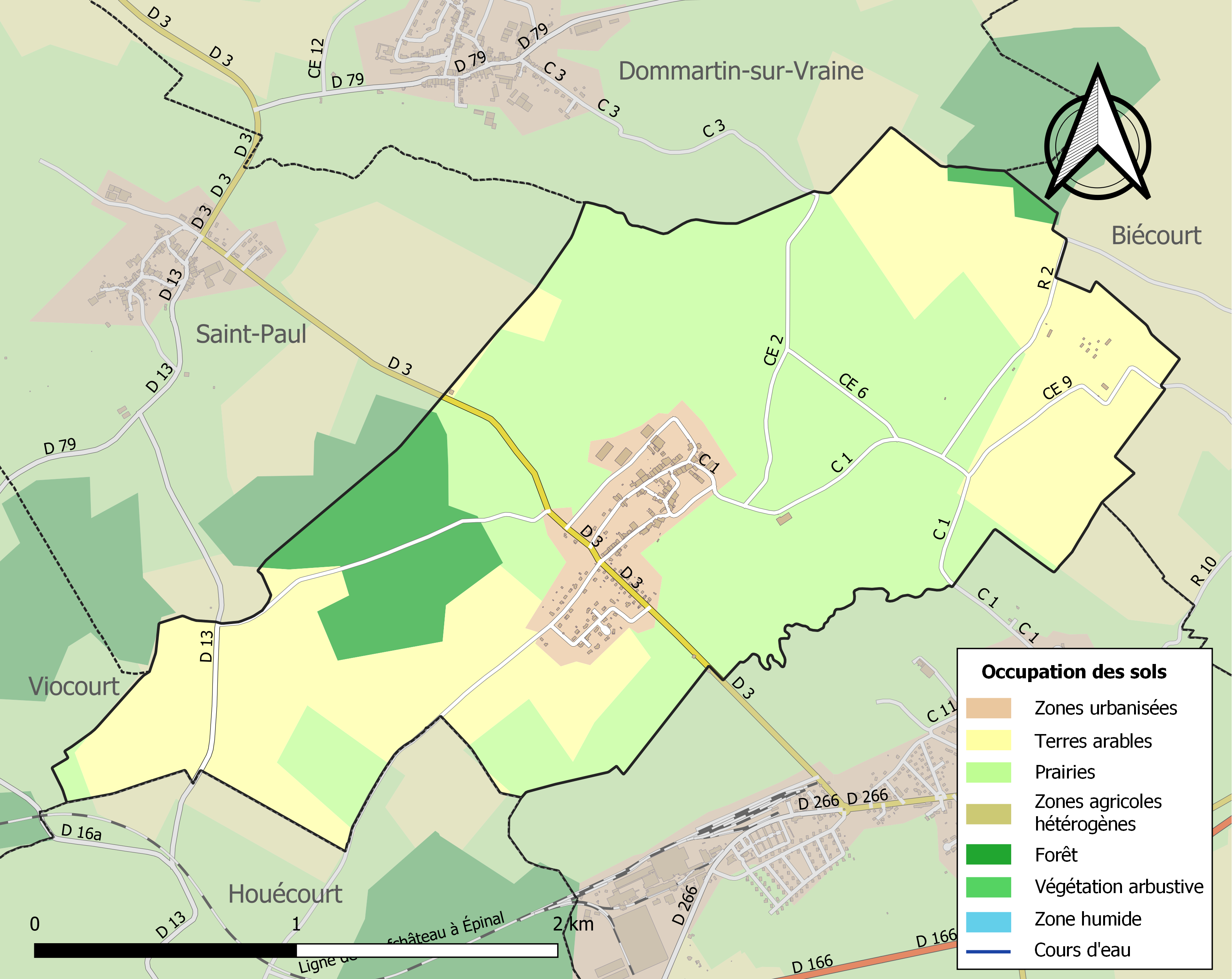
Carte des infrastructures et de l'occupation des sols de la commune en 2018 (CLC).

### Voies de communications et transports

#### Voies routières
- A31 (aussi appelée autoroute de Lorraine-Bourgogne). Échangeur Châtenois, Bulgnéville.

#### Transports en commun

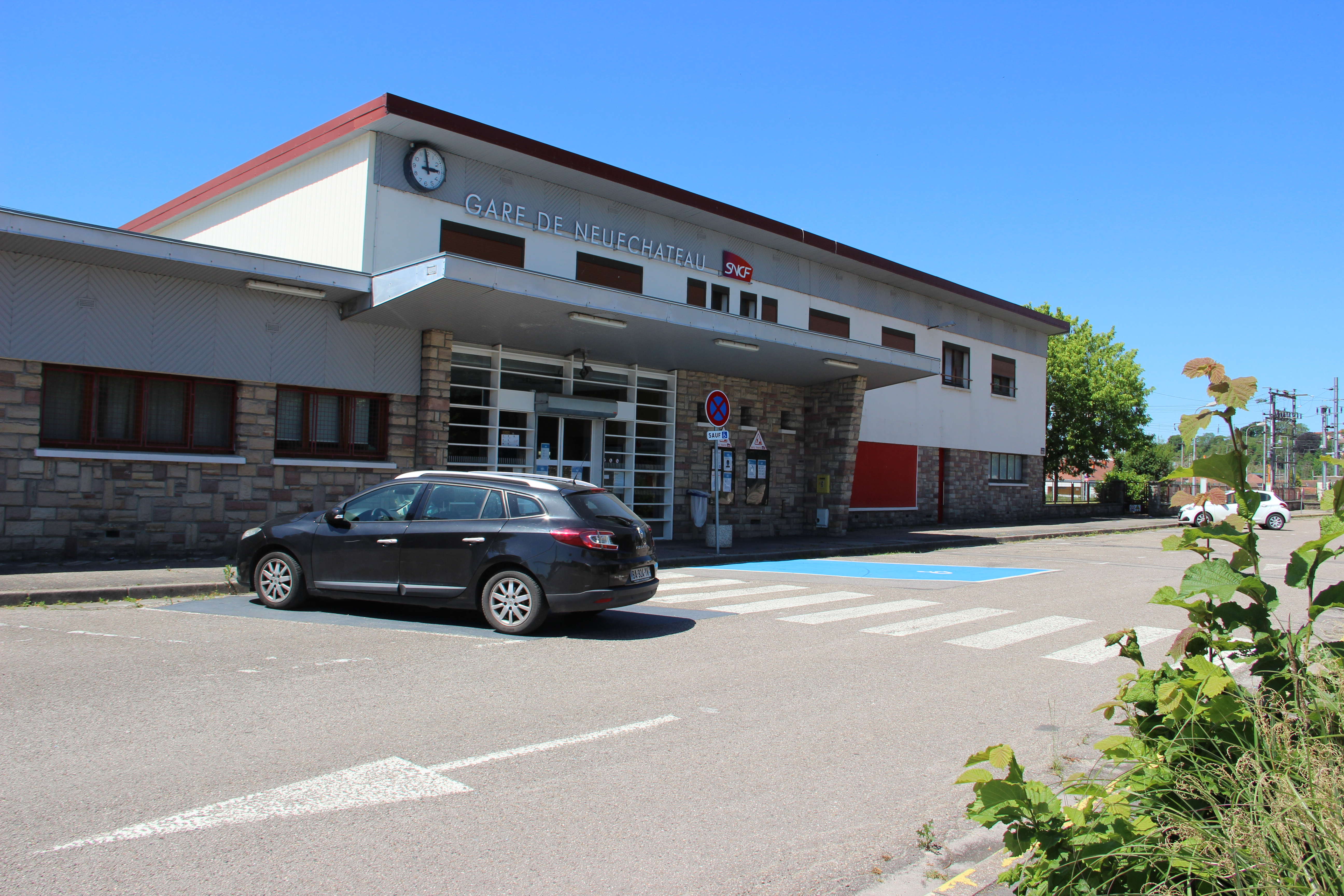
Gare de Neufchâteau.

- Fluo Grand Est.

#### Lignes SNCF
- Gare de Neufchâteau
- Gare de Contrexéville
- Gare de Vittel

#### Transports aériens
- L'Aéroport d'Épinal-Mirecourt « Vosges Aéroport ».

À partir de l'été 2021, l’aéroport d’Épinal-Mirecourt est devenu le "pélicandrome" de la Zone Est et servira ainsi de base de ravitaillement et d’intervention pour les avions bombardiers d’eau connus sous le nom de Dash 8.
- Aéroport de Nancy-Essey.

## Gentilé
Les habitants s'appellent les Mormageons et les Mormageonnes. Ce gentilé à priori mystérieux n'est rien d'autre que le nom lorrain de la commune. Voir la section toponymie pour les origines du gentilé.

## Toponymie
On trouve dans les documents historiques : G. de Morilidomibus au XIIe siècle ; Moresmaison en 1179 et 1187 ; Moresmayson en 1194 et Symon de Morelmaison la même année ; Hugo de Morenmansionibus en 1194 ; Moremasuns en 1197 ; Morelmaison en 1210 ;  Moresmaison en 1211 ; Morelmaison en 1465 ; Moirel Maison en 1466 ; Maremaison au XVIIe siècle ; Morel Maison et Morelli Domus en 1768 ; Morelle Maison sur la carte de Cassini.
Que ce soit dans la langue originelle ou en français à travers les âges, le toponyme commence par more. En patois et dans cette micro région, il semble que more soit la prononciation locale du nom propre Morel. Le lorrain roman amuït souvent la dernière consonne. Morilidomibus semble être une latinisation tardive du toponyme. Morili pour Morel et domibus pour domus (« maison ») : « la maison de Morili ». Rappelons toutefois que la toponymie n'est pas une science exacte et que d'autres fourniront peut-être une autre explication.

## Histoire
Sous l'ancien régime, la seigneurie du village de Morelmaison appartenait au chapitre de la Primatiale de Nancy et au seigneur de Gironcourt. Le village faisait partie du bailliage de Neufchâteau. Il semble que les appels étaient portés à Nancy car le 28 novembre 1504, le duc René II arbitre une querelle entre les habitants de Gironcourt et ceux de Morelmaison. L'affaire était sérieuse puisqu'il y eut au moins un mort lors des affrontements.
Les actes de baptême, de mariage et de sépultures commencent en 1680. Au spirituel, Morelmaison avait une église annexe de la paroisse de Saint-Paul, certains actes ont donc été rédigés à Saint-Paul avec la mention Morelmaison.
Une histoire de la commune avant 1789 est relatée dans la monographie de l'instituteur Cousin en 1890.

## Politique et administration
| Période                                  | Période    | Identité                 | Étiquette | Qualité |
| ---------------------------------------- | ---------- | ------------------------ | --------- | ------- |
| Les données manquantes sont à compléter. |            |                          |           |         |
|                                          |            | Joseph Morlot            |           |         |
| avant 1981                               | 1995       | Roland Gauer (1916-2007) |           |         |
| juin 1995                                | mars 2001  | Gilbert Etre (1932-2022) |           |         |
| mars 2001                                | avril 2014 | Marie-Thérèse Mathis     |           |         |
| avril 2014                               | En cours   | Jean-Jacques Miatta      |           | [ 20 ]  |

### Budget et fiscalité 2023

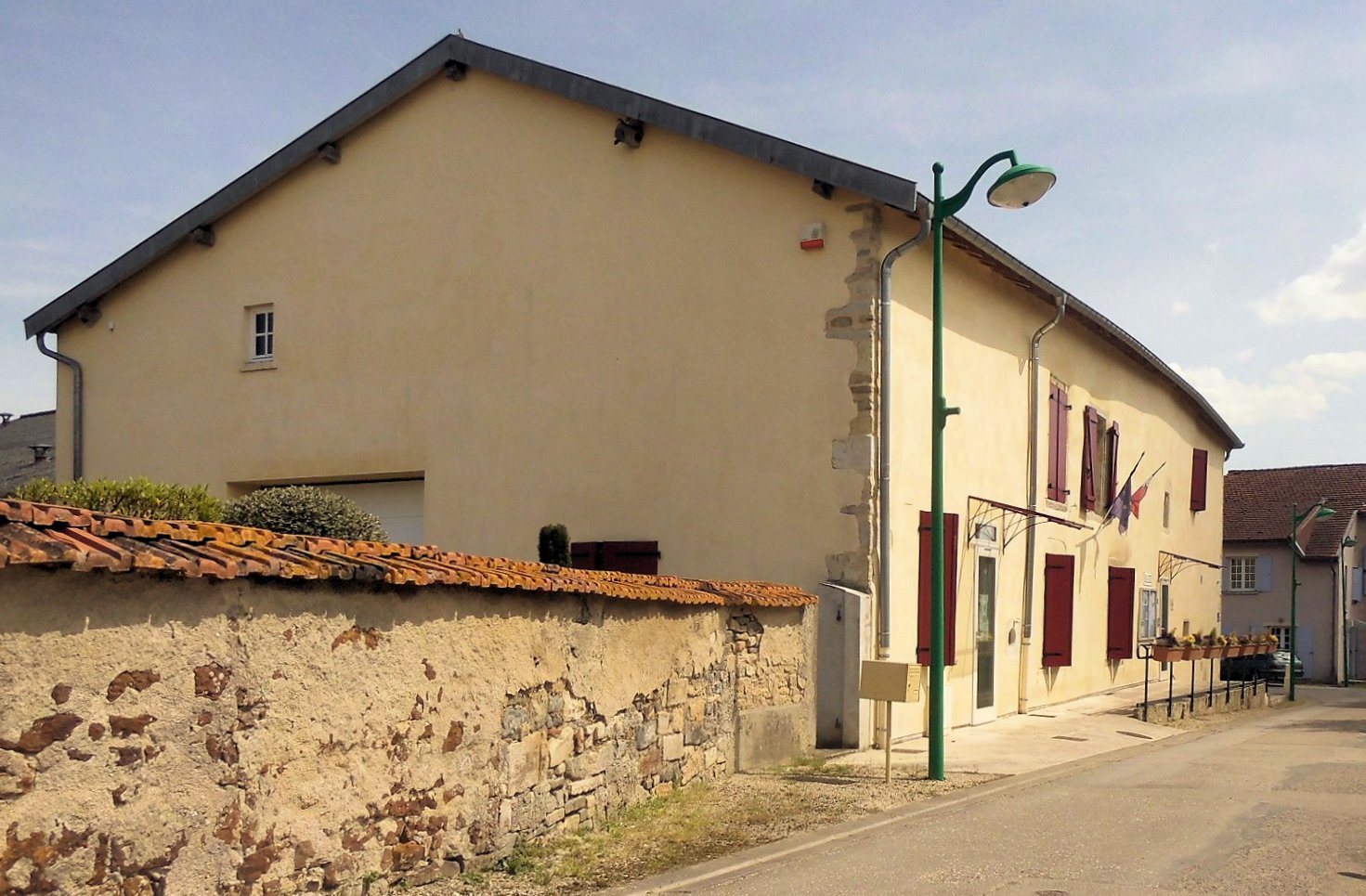
En 2012, Morelmaison s'est dotée d'une toute nouvelle mairie.

En 2023, le budget de la commune était constitué ainsi :
- total des produits de fonctionnement : 360 000 €, soit 1 809 € par habitant ;
- total des charges de fonctionnement : 218 000 €, soit 1 097 € par habitant ;
- total des ressources d'investissement : 422 000 €, soit 2 123 € par habitant ;
- total des emplois d'investissement : 203 000 €, soit 1 022 € par habitant ;
- endettement : 309 000 €, soit 1 553 € par habitant.

Avec les taux de fiscalité suivants :
- taxe d'habitation : 19,68 % ;
- taxe foncière sur les propriétés bâties : 38,49 % ;
- taxe foncière sur les propriétés non bâties : 20,92 % ;
- taxe additionnelle à la taxe foncière sur les propriétés non bâties : 0,00 % ;
- cotisation foncière des entreprises : 0,00 %.

Chiffres clés Revenus et pauvreté des ménages en 2021 : médiane en 2021 du revenu disponible, par unité de consommation : 23 560 €.

## Population et société

### Démographie

#### Évolution démographique
L'évolution du nombre d'habitants est connue à travers les recensements de la population effectués dans la commune depuis 1793. Pour les communes de moins de 10 000 habitants, une enquête de recensement portant sur toute la population est réalisée tous les cinq ans, les populations de référence des années intermédiaires étant quant à elles estimées par interpolation ou extrapolation. Pour la commune, le premier recensement exhaustif entrant dans le cadre du nouveau dispositif a été réalisé en 2004.

En 2022, la commune comptait 192 habitants, en évolution de −9,86 % par rapport à 2016 (Vosges : −2,96 %, France hors Mayotte : +2,11 %).
| 1793 | 1800 | 1806 | 1821 | 1831 | 1836 | 1841 | 1846 | 1856 |
| ---- | ---- | ---- | ---- | ---- | ---- | ---- | ---- | ---- |
| 204  | 221  | 207  | 255  | 216  | 237  | 252  | 250  | 224  |

| 1861 | 1866 | 1876 | 1881 | 1886 | 1891 | 1896 | 1901 | 1906 |
| ---- | ---- | ---- | ---- | ---- | ---- | ---- | ---- | ---- |
| 206  | 205  | 189  | 159  | 176  | 174  | 181  | 166  | 180  |

| 1911 | 1921 | 1926 | 1931 | 1936 | 1946 | 1954 | 1962 | 1968 |
| ---- | ---- | ---- | ---- | ---- | ---- | ---- | ---- | ---- |
| 189  | 173  | 173  | 154  | 140  | 151  | 113  | 119  | 234  |

| 1975 | 1982 | 1990 | 1999 | 2004 | 2006 | 2009 | 2014 | 2019 |
| ---- | ---- | ---- | ---- | ---- | ---- | ---- | ---- | ---- |
| 230  | 231  | 188  | 177  | 185  | 187  | 198  | 202  | 197  |

| 2022 | - | - | - | - | - | - | - | - |
| ---- | - | - | - | - | - | - | - | - |
| 192  | - | - | - | - | - | - | - | - |

### Enseignement
Établissements d'enseignements :
- Écoles maternelles et primaires à Gironcourt-sur-Vraine, Houécourt, La Neuveville-sous-Châtenoi, Rainville, Châtenois, Pleuvezain.
- Collèges à Châtenois, Mandres-sur-Vair, Vittel, Contrexéville, Mirecourt.
- Lycées à Mandres-sur-Vair, Contrexéville, Mirecourt, Neufchâteau.

### Santé
Professionnels et établissements de santé :
- Médecins à Gironcourt-sur-Vraine, Châtenois, Vicherey, Bulgnéville, Vittel.
- Pharmacies à Gironcourt-sur-Vraine, Châtenois, Vicherey, Bulgnéville, Vittel, Remoncourt, Contrexéville.
- Hôpitaux à Vittel, Mirecourt, Neufchâteau, Mattaincourt, Ville-sur-Illon.

### Cultes
- Culte catholique, Paroisse Saint-Jean-Baptiste-au-Pays-de-Châtenois[29], Diocèse de Saint-Dié.

## Économie

### Entreprises et commerces

#### Agriculture
- Élevage de vaches laitières.
- Élevage d'autres bovins et de buffles.
- Élevage de chevaux et d'autres équidés.

#### Tourisme
- Hôtellerie et restauration à Gironcourt-sur-Vraine, La Neuveville-sous-Châtenois,
- Gites de France à Gemmelaincourt.

#### Commerces et services
- Commerces et services de proximité à Gironcourt-sur-Vraine, Châtenois, Vittel, Contrewxéville[30].
- Une station de compression de gaz naturel, exploitée par GRTgaz, est installée sur le territoire de la commune.

## Culture locale et patrimoine

### Lieux et monuments
- Église Saint-Martin.
- Station de compression de gaz naturel GRTgaz.
- Pont de pierre.

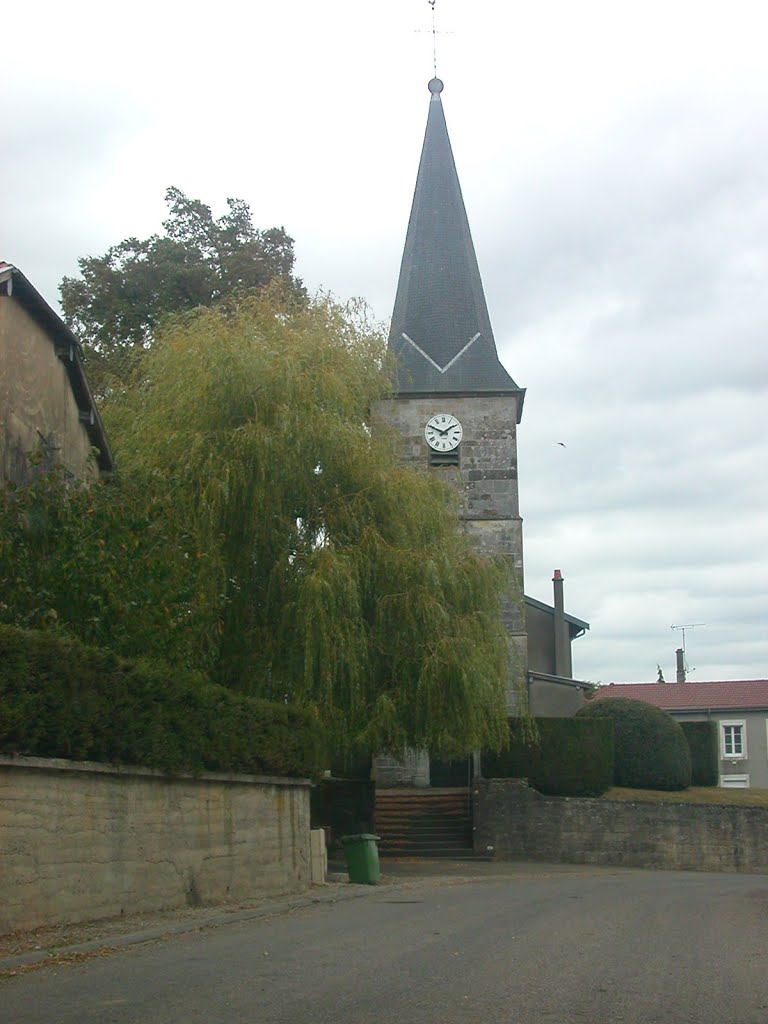
Église Saint-Martin.
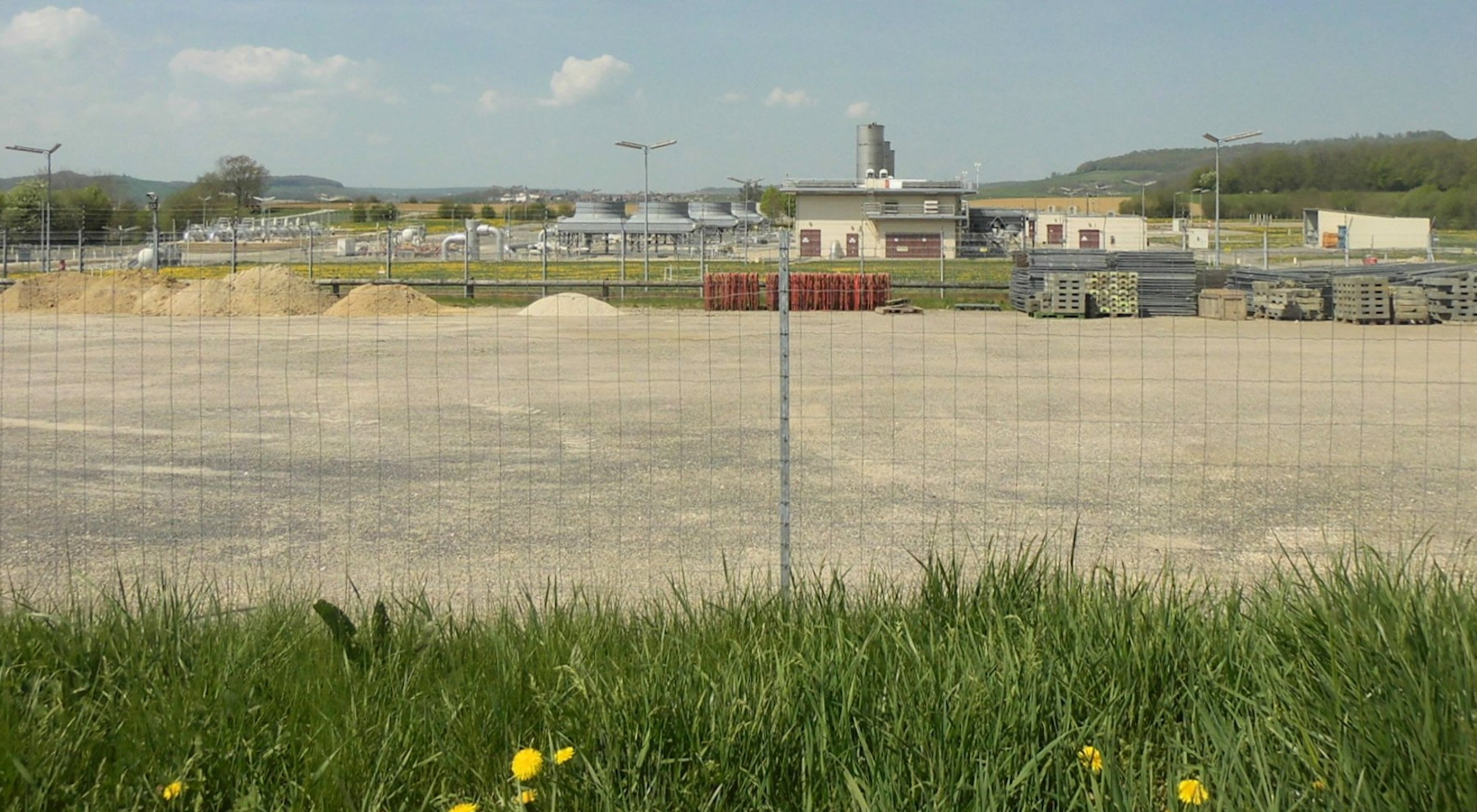
Station de compression de gaz naturel GRTgaz.
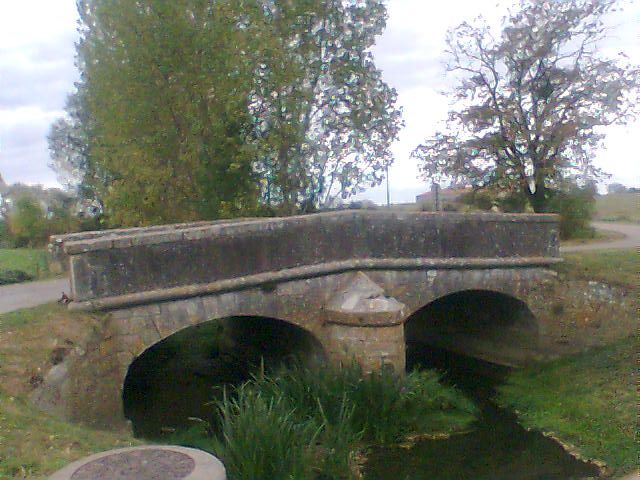
Pont de pierre.

- Cloche. Il s'agit d'une cloche de 1780 en bronze de 90 cm de haut et 100 cm de diamètre, fondue par les Thouvenot de Saulxures-les-Bulgnéville. On ne trouve pas trace de son baptême dans les registres paroissiaux. Auparavant, d'autres cloches ont été baptisées: il est fait mention dans le registre paroissial de Saint-Paul (Morelmaison fait partie de la paroisse de Saint-Paul), de trois cloches fondues en 1752. La grosse cloche pèse 950 livres (la livre lorraine vaut environ 0,5 kg), la moyenne 700 ( ?) livres et la petite 437 livres. La grosse a été cassée et refondue en 1754. Tout cela est noté par le curé Mourot en date du 1er octobre 1750. Les baptêmes des trois cloches sont notés dans le registre paroissial de Morelmaison, le 22 mai 1752, lendemain de Pentecôte par le curé Jacques Mourot. Les cloches s’appellent Marie Jeanne (la grosse), Marie Anne (la moyenne) et Marie Elisabeth (la grosse)La grosse cloche refondue a été bénite par le curé jacques Mourot le 3 novembre 1753.
- Statues, tableau, retables, saint Martin à cheval
- Bénitier (dessin),
- Pont de pierre.
- Station de compression de gaz naturel, exploitée par GRTgaz.
- Patrimoine rural recensé par le service régional de l'Inventaire général du patrimoine culturel[36].

La ferme datée a été construite au début du XVIIIe siècle (1718). Les autres fermes sont datables des XVIIIe et XIXe siècles.
- Monument aux morts[38],[39].
- Croix, près du cimetière, à dé carré, en tronc d'arbre avec nœuds, ornée aux extrémités de quatre feuilles bien relevées. Le Christ, couronné d'épines, a les pieds percés d'un seul clou[40].

### Personnalités liées à la commune
- Entre 1778 et 1783, le régiment de Metz se trouve en Amérique et combat aux côtés des indépendantistes. Quatre enfants de Morelmaison sont engagés dans ce régiment :

Antoine Merlin né à Morelmaison en 1743. Il s'engage au régiment de Metz Le 29 octobre 1764. Il est tué en 1780 ; Martin Grandmangin né à Morelmaison en 1754, s'engage le 20 février 1771 ; François Grandmangin né à Morelmaison en 1758, s'engage le 2 juillet 1775 ; Jean Guedon né à Morelmaison en 1756, s'engage le 26 décembre 1776.
- Médaillés de Sainte-Hélène[42] : Jacques Thiriot, Joseph Claude.

### Héraldique, logotype et devise
Commune sans blason.

## Pour approfondir